# Jeff Gordon

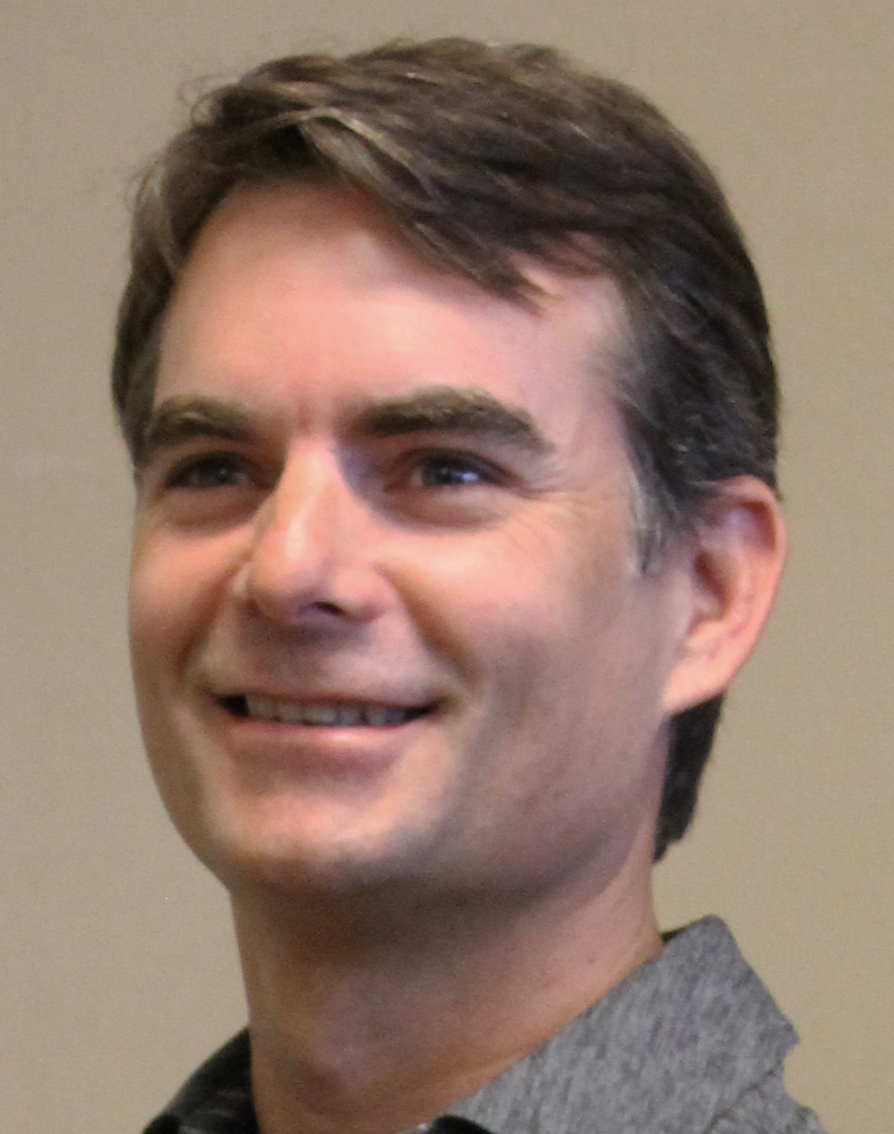
Jeff Gordon.

Jeffery Michael Gordon (nascut el 4 d'agost de 1971) és un pilot professional estatunidenc d'automobilisme. Nasqué a Vallejo, Califòrnia, cresqué a Pittsboro, Indiana, i actualment viu a Charlotte, Carolina del Nord. Ha estat quatre vegades campió de la NASCAR Cup Series, tres vegades guanyador de les 500 milles de Daytona, i és el pilot del #24 Chevrolet Impala SS. El seu patrocinador principal és DuPont, mentre que la companyia de gasoses Pepsi i Nicorette són els seus patrocinadors secundaris. Uns altres d'ells són Quaker State, Haas Automation, GMAC, Bosch Spark Plugs, i Geòrgia-Pacific/Sparkle. Gordon, juntament amb Rick Hendrick, són els co-propietaris del #48 Chevrolet afavorit per Lowe's i conduït per Jimmie Johnson, qui va guanyar el campionat de la NASCAR Cup Series tant en l'any 2006 com en el 2007, 2008 i 2009.